# 我孫子一門
我孫子一門（あびこいちもん）とは、千葉県我孫子市出身のプロゴルファー、ゴルフ指導者、ゴルフ解説者である林由郎を師と仰ぐ弟子たち、あるいはその派閥的な人脈。

## 由来
林は、プロとして活躍する一方で日本ゴルフ界の発展に寄与するため、後輩たちの育成にも取り組み、その門下から多くの一流のプロゴルファーを輩出した。また、手賀沼を擁する県立自然公園区域にも含まれ市街地の一部でありながら、豊かな自然環境のなかにある我孫子ゴルフ倶楽部との関係も深い。
ゴルフ界には、我孫子一門のほか、川奈一門、程ヶ谷一門、霞ヶ関一門、廣野一門、茨木一門、寅の子会など、幾つかのグループがあった。

## 我孫子一門
- 青木功 - 林に師事、『世界の青木』として飛躍、日本の代表選手のひとりとして活躍。
- 尾崎将司 - 林に師事、『日本の代表選手』のひとりとして君臨。後にジャンボ軍団を結成、多数の名選手を輩出する。
- 尾崎健夫 - 林に師事、ジャンボ軍団結成の一員、名選手のひとり。
- 尾崎直道 - 林に師事、ジャンボ軍団結成の一員、日本の代表選手のひとりとして活躍。
- 飯合肇 - 林に師事、ジャンボ軍団結成の一員、名選手として活躍、日本初のレギュラー/シニア両ツアーの賞金王に輝く。
- 佐藤精一 - 林の舎弟的存在、小兵[3]。『日本オープン/日本プロゴルフ』メジャータイトル獲得、名選手のひとり。
- 松井功 - 日本プロゴルフ協会相談役樋口久子元夫。
- 中山徹 - 中山律子女子プロボウラー実弟、『雑草軍団』大将、1998年日本シニア賞金王に輝く。
- 海老原清治 - 林に師事、青木ファミリーの一員、2002年欧州シニア賞金王に輝く。
- 鷹巣南雄 - 林に師事、青木ファミリーの一員、レギュラー/シニア両ツアー選手会長を務めた。青木功の『フック病』大手術（フックボールからストレート系に変えさせる荒療治）の貢献者[4][5][6]。
- 福嶋晃子 - 林に師事、1996～1997年日本女子ゴルフ賞金王獲得。日本女子プロ界代表選手のひとりとして君臨。

### その他・林に教えを請うた人物
- 金井清一 - 我孫子一門の選手とは因縁・付合いが深い。名選手のひとり[7]。
- 樋口久子 - 林にバンカーショットを学び、その後、全米女子プロ選手権に優勝。女子プロ界代表選手のひとり[8]。